# Ґаблін
Ґаблін (пол. Gablin) — село в Польщі, у гміні Доміново Сьредського повіту Великопольського воєводства.
Населення — 135 осіб (2011).
У 1975-1998 роках село належало до Познанського воєводства.

## Демографія
Демографічна структура станом на 31 березня 2011 року:
|          | Загалом | Допрацездатний вік | Працездатний вік | Постпрацездатний вік |
| -------- | ------- | ------------------ | ---------------- | -------------------- |
| Чоловіки | 74      | 20                 | 45               | 9                    |
| Жінки    | 61      | 14                 | 33               | 14                   |
| Разом    | 135     | 34                 | 78               | 23                   |